# Stříbrné Hory
Stříbrné Hory, bis 1947 Český Šicndorf (deutsch Böhmisch Schützendorf) ist eine Gemeinde in Tschechien. Sie befindet sich acht Kilometer östlich von Havlíčkův Brod und gehört zum Okres Havlíčkův Brod.

## Geographie
Stříbrné Hory befindet sich in der Böhmisch-Mährischen Höhe am rechten Ufer der Sázava an der Einmündung des Borovský potok. Nördlich erhebt sich der Stříbro (509 m). Östlich liegt Denkmal Žižkova mohyla (Žižkas Grabhügel).
Nachbarorte sind Krátká Ves im Norden, Samotín, Macourov und Žižkovo Pole im Nordosten, Dolní Dvůr im Osten, Keřkov, Přibyslav und Hesov im Südosten, Utín und Dlouhá Ves im Süden, Bartoušov im Südwesten, Simtany und Pohled im Westen sowie Svatá Anna im Nordwesten.

## Geschichte
Auf dem Gebiet der heutigen Gemeinde befand sich ein mittelalterliches Silberbergbaugebiet mit mehreren Ansiedlungen. Der Bergbau erfolgte seit der zweiten Hälfte des 13. Jahrhunderts, wobei er im 15. Jahrhundert durch die Hussitenkriege und die Verwüstung der Gegend unterbrochen war. Im 16. Jahrhundert wurde linksseitig des Borovský potok unterhalb des Neuhofes eine Hütte betrieben und aus den Gruben nochmals 400 Pfund Silber an die Münze in Kuttenberg geliefert. Zacharias von Neuhaus ließ sich in dieser Zeit u. a. einen silbernen Stuhl von 43 kg Gewicht fertigen. Im Laufe des 17. Jahrhunderts gingen durch den Dreißigjährigen Krieg sämtliche Gruben ein.
Nach Kriegsende begannen Pläne zur Wiederbelebung des Bergbaus. Entsprechend dem Wunsch von Oberhauptmann Friedrich Smilkovský von Talmberg begann Ferdinand Joseph von Dietrichstein ab 1666 mit Planungen für die Errichtung einer neuen Hütte auf dem Gelände der wüsten Hüttenstatt. Die Baupläne, welche 1774 endgültig verworfen wurden, verfasste der Tiroler Landeshauptmann. Im 19. Jahrhundert lebte der Silberbergbau bei Böhmisch Schützendorf unter Johann Höniger (1804–1892) nochmals auf.

### Merlnberg / Hory Herlivinovy

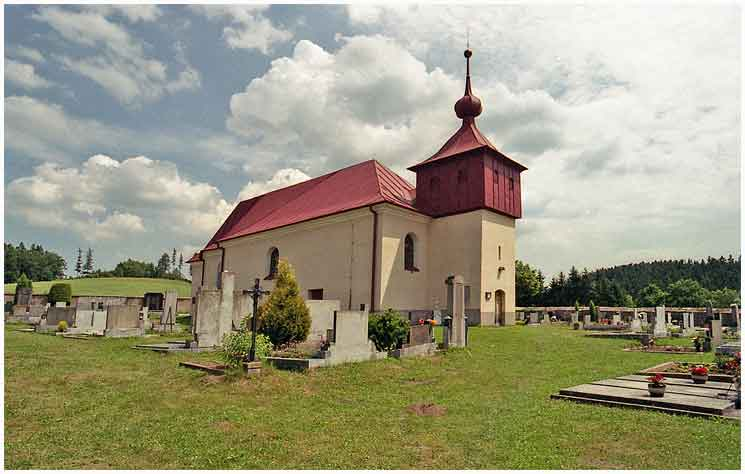
Kirche St. Katharina des wüsten Bergortes Merlnberg

Auf dem Sporn linksseitig der Einmündung des Borovský potok in die Sázava befand sich das von Smil von Lichtenburg gegründete Bergstädtchen Herliwinberg (lateinisch Mons Herlivini, tschechisch Hory Herlivinovy) mit der ebenfalls seit dem 9. Juni 1265 nachweisbaren Kirche St. Katharina. 1327 wurde der Ort als Mermlnperk bezeichnet. Die letzten Nachrichten über Merlnberg stammen aus dem Jahre 1350. Anschließend wurde die Siedlung wahrscheinlich langsam verlassen und 1422 durch Jan Žižka bei seinem Zug gegen Primislau vernichtet.
Von Merlnberg blieb nur die Kirche erhalten.

### Böhmisch Schützendorf / Český Šicndorf
Gegenüber von Merlnberg, rechtsseitig des Borovský potok ist seit 1265 das Dorf Villa Sagittarii (tschechisch Střelcova ves) nachweisbar. Ab 1351 wurde dieser Ort als Schützendorf bezeichnet. Schützendorf bestand 1463 aus einer Feste, einem Herrenhof und dem Dorf. Ab 1787 wurde das Dorf zur Unterscheidung vom unweit gelegenen anderen Schützendorf als Böhmisch Schützendorf bezeichnet und jenes als Deutsch Schützendorf.

### Silberberg / Stříbrné Hory
Im Jahre 1654 wurde unmittelbar unterhalb von Schützendorf am rechten Hang des Borovský potok der Markt Hory Stržibrny gegründet, der ab 1787 als Silberberg und seit 1854 auch als Stříbrné Hory bezeichnet wurde.

### Bildung einer Gemeinde
Nach der Ablösung der Patrimonialherrschaften entstanden 1850 die Gemeinden Silberberg und Böhmisch Schützendorf, die in der ersten Hälfte des 20. Jahrhunderts zu einer Gemeinde Böhmisch Schützendorf vereinigt wurden.
1946 wurde der Ortsteil Stříbrné Hory in Stříbro umbenannt und mit der Gemeinde Český Šicndorf zu einer Einheit fusioniert.
Im Jahre 1947 erhielt die Gemeinde Český Šicndorf den neuen Namen Stříbrné Hory und die dazugehörige gleichnamige Ansiedlung Český Šicndorf wurde in Střelcová umbenannt. 1949 wurden die Bezeichnungen Stříbrné Hory und Střelcová für die zusammengeschlossenen Ortsteile für erloschen erklärt.

## Gemeindegliederung
Für die Gemeinde Stříbrné Hory sind keine Ortsteile ausgewiesen. Zu Stříbrné Hory besteht aus den Ortslagen Střelcová (Böhmisch Schützendorf), Stříbro (Silberberg) und Svatá Kateřina.

## Sehenswürdigkeiten

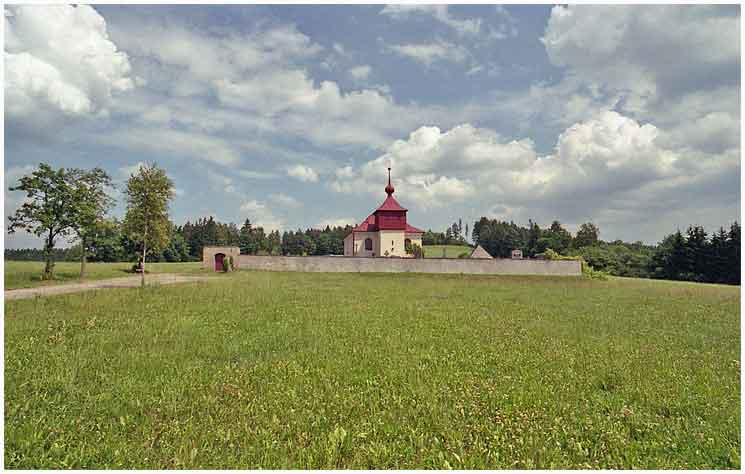
Kirche St. Katharina

- Kirche St. Katharina, das seit 1265 nachweisbare Gotteshaus des erloschenen Bergstädtchen Merlnberg, wurde 1692 umgebaut und um den Glockenturm erweitert
- Steinerne Brücke über den Borovský potok an der Mündung in die Sázava, erbaut zwischen dem 14. und 15. Jahrhundert, über die Brücke führte der alte Haberner Steig in Richtung Polná
- Peklo-Stollen, der 527 m lange Stolln liegt oberhalb von Dolní Dvůr an der Einmündung des Macourovský potok in den Borovský potok, er wurde unter Denkmalschutz gestellt und ist nicht zugänglich, da er als Käsereifelager genutzt wird
- Rosa-Stollen, der vom 1503 bis 1692 betriebene Stollen hat eine Länge von 154 m, nach anderen Angaben von 214 m, er dient der Wasserabführung aus den Grubenbauen und ist nicht zugänglich. Der Stolln mündet unterhalb Merlnberg in die Sázava.